# 伊桑·海特
伊桑·海特（英語：Ethan Hayter，1998年9月18日—）生于伦敦，是一名英国男子自行车运动员，主攻公路自行车和场地自行车。海特在13岁时开始练习自行车，他一开始是在赫恩山自行车馆练习自行车。在2012年至2016年期间，他效力于VC Londres俱乐部。2016年9月，他加入了英国自行车成年学院组阵容，他也为了更好练习自行车而放弃了他的学业。2018年8月，他加入天空车队，成为该队的见习生。